# أحداث بلا دلالة (فلم)
أحداث بلا دلالة هو فيلم مغربي صدر سنة 1974، من إخراج مصطفى الدرقاوي، ومن بطولة عبد الكريم الدرقاوي.

## وصلات خارجية
- مقالات تستعمل روابط فنية بلا صلة مع ويكي بيانات